# Edeka Minden-Hannover
Edeka Minden-Hannover (Eigenschreibweise EDEKA Minden-Hannover) ist eine Regionalgesellschaft innerhalb des Edeka-Verbunds. Als solche ist die Gesellschaft ein Großhändler und für einen optimal koordinierten Einkauf, Vermarktung der Produkte, effiziente Logistik, Entwicklung von neuen Standorten bis hin zu rückwärtigen Prozessen, wie z. B. Personalentwicklung, Personal- und Rechnungswesen zuständig. Neben der Betreuung der selbstständigen Einzelhändler betreibt die Edeka Minden-Hannover auch Verbrauchermärkte und betrieb bis 2018 Abholgroßmärkte der Marke EDEKA C+C großmarkt in Eigenregie. Darüber hinaus gehören auch Produktionsbetriebe (Schäfer’s, Bauerngut und Hagenah) und weitere Unternehmen zur Gesellschaft. Das Unternehmen hat seinen Sitz in der ostwestfälischen Stadt Minden und beschäftigte zum Ende 2022 rund 75.800 Mitarbeiter im Unternehmensverbund (inkl. des selbstständigen Einzelhandels). Das Gebiet der Gesellschaft erstreckt sich auf Ostwestfalen, Niedersachsen, Bremen, Sachsen-Anhalt über Berlin bis nach Brandenburg, also von der niederländischen bis zur polnischen Grenze der Bundesrepublik Deutschland. Als genossenschaftlich organisierter Verbund sind die Edeka-Kaufleute die Besitzer der Regionalgesellschaft Edeka Minden-Hannover.

## Geschichte

### Anfänge (1914–1938)
Eine der Genossenschaft auf dem heutigen Absatzgebiet war die Edeka Göttingen, die 1914 gegründet wurde. Am 24. November 1920 wurde der Vorgänger der Edeka Minden, die Weserkauf-Einkaufsgenossenschaft von 34 Kolonialwarenhändler in Minden (Westfalen) gegründet. Zum 30. Oktober 1927 wurde die Genossenschaft Teil des Edeka-Verbands und firmierte fortan als Edeka Minden. Fünf Jahre später wurden am 29. März 1932 eigene Lagerräume in Minden angemietet, das erste Mal in der Geschichte der Genossenschaft. Nur zwei Jahre später erlebte die Edeka Minden einen Rückschlag. Da 1934 nur noch zehn Mitglieder zur Edeka Minden zählten, entzog der Verband der Genossenschaft die Erlaubnis zur Firmierung unter dem Namen Edeka, vorübergehend trat man als Weserkauf der Edeka Hameln bei. 1938 zählte die Genossenschaft wieder 40 Mitglieder.

### Kriegsjahre und Neuanfang (1939–1968)
Durch den Beginn des Zweiten Weltkriegs kam es auch zu Einschnitten in der Genossenschaft. Mitarbeiter wurden eingezogen, um in der Wehrmacht im Krieg zu kämpfen, Frauen ersetzten diese Stellen. Durch die Bombardierungen und Plünderungen in den letzten Kriegsjahren und -tagen kam es auch bei der Edeka Minden zu Kriegsschäden. Im gesamten Bundesgebiet wurden ab 1956 die ersten Edeka-Märkte auf Selbstbedienung umgestellt. Es fanden erstmalig auch Tiefkühl-Produkte den Einzug in die Geschäfte.
Aus der bundesweit ersten Fusion zweier Edeka-Genossenschaften, der Genossenschaften Minden und Osnabrück entstand 1961 die Edeka Minden-Osnabrück. Bereits im Folgejahr folgte der nächste Zusammenschluss, 1962 verschmolz die Edeka Diepholz auf die Edeka Bremen. Zwei Jahre später erzielte die Edeka Minden-Osnabrück erstmals einen Umsatz von mehr als 100 Millionen Mark und war damit die umsatzstärkste Edeka-Genossenschaft im gesamten Bundesgebiet. Seit 1964 befindet sich der Sitz in der Wittelsbacherallee in Minden, im gleichen Jahr war bereits jeder zweite Markt im Absatzgebiet der Edeka Minden-Osnabrück ein SB-Markt. Es folgte im selben Jahr die Fusion der Edeka Bremen mit der Edeka Delmenhorst sowie die Fusion der Edeka Alfeld mit der Edeka Hildesheim im Jahr 1965. Bereits 1967 konnte erneut die Edeka Bremen mit der Fusion mit der Edeka Vegesack das eigene Absatzgebiet vergrößern, ein Jahr später folgte die Edeka Nordenham und verschmolz ebenso auf die Edeka Bremen. Mit der Einführung der Handelsmarke Westfalengut wurden ebenfalls ab 1968 Fleisch und Frischwurst verkauft, dazu wurde im Vorjahr die erste eigene Fleischerei für alle Edeka Minden-Märkte eröffnet. Ebenfalls 1968 eröffnete in Herford als erste Großfläche das City-Einkaufszentrum, der Vorläufer des Markttyps EDEKA Center.

### Fusionen, Expansionen und die Wiedervereinigung (1969–2002)
Im Jahr 1971 übernahm die Edeka Göttingen die Edeka Northeim. Am 1. Januar 1972 schlossen sich die Edeka Minden-Osnabrück mit der Edeka Hannover und der Edeka Hildesheim-Ahlefeld zu einer früheren Edeka Minden-Hannover zusammen. Ein Jahr später eröffnete der erste Discounter der Vertriebslinie NP, das zu Beginn für Niedrig Preis stand. Eine weitere Übernahme erfolgte mit der Schäfer’s Brot- und Kuchenspezialitäten GmbH im Jahr 1974. Mit der Fusion mit der Edeka Hameln-Holzminden wurde 1976 das Vertriebsgebiet erneut vergrößert. Zu weiteren Zusammenschlüssen auf dem heutigen Absatzgebiet kam es 1978. Die in Aurich ansässige Edeka Ems-Jade fusionierte mit der Edeka Oldenburg zur Edeka Aurich-Oldenburg, die die Regionalgesellschaft Edeka Handelsgesellschaft Nordwest gründeten. Im gleichen Jahr verschmolz die Edeka Wolfenbüttel-Helmstedt auf die Edeka Braunschweig. Ein Jahr später fusionierten die Edeka Braunschweig, Edeka Duderstadt, Edeka Goslar und Edeka Göttingen zur Edeka Harz. Im gleichen Jahr fusionierten die Edeka Celle-Peine mit der 1923 gegründeten Edeka Soltau zur Edeka Celle-Soltau, 1986 verschmolz die Edeka Celle-Soltau auf die Edeka Harz. Im Jahr 1988 erfolgte wiederum die Fusion der Edeka Minden-Hannover mit der nun Edeka Harz-Heide genannten Genossenschaft, die vollständig in der Edeka Minden-Hannover aufging. Ein Jahr später fanden Wurst- und Fleischwaren unter dem Namen Gutfleisch der nun Bauerngut genannten Fleischereisparte Einzug ins Sortiment.
Nach der Wiedervereinigung wurde die Edeka Minden-Hannover auch in Ostdeutschland aktiv. Mit der Belieferung der Edeka Staßfurt und Konsum-Verkaufsstellen wurde der neue Markt erschlossen. In Halberstadt wurde zu diesem Zweck ein Logistiklager eröffnet, 1991 eröffnete der erste selbstständige Kaufmann aus der DDR einen Edeka-Markt in Ortrand. Im gleichen Jahr firmierte die Genossenschaft Edeka Berlin auf Edeka Berlin-Brandenburg um. Mit der Übernahme der Supermarktkette Reichelt im Jahr 1995 war die Edeka Minden-Hannover erstmals in der Bundeshauptstadt vertreten. Dabei kam es in Berlin kurzzeitig zur Edeka-eigenen Konkurrenz durch die Edeka Berlin-Brandenburg, die dort mit eigenen Märkten vertreten und zudem ab 2000 mit der Lieferung des Filialisten Meyer Beck betraut war. Zeitgleich wechselten acht Meyer Beck-Filialen in das Portfolio der Edeka Berlin-Brandenburg und wurden auf Edeka umgeflaggt. Bereits ab dem 1. Januar 1996 jedoch hielt die Edeka Minden-Hannover 15 % an der Edeka Berlin-Brandenburg. Ebenfalls zum 1. Januar 1996 fusionierten die beiden Regionalgesellschaften Edeka Bremen und Edeka Nordwest in Oldenburg zur Edeka Nordwest mit Sitz in Bremen, wobei die Genossenschaften Edeka Aurich-Oldenburg und Edeka Bremen innerhalb der Regionalgesellschaft eigenständig blieben.
Ab dem 1. Januar 1997 expandierte die Edeka Minden-Hannover einmalig über die Landesgrenzen hinweg nach Polen und eröffnete dort EDEKA discount und EDEKA delikatesy-Märkte. 1998 erfolgte der Einstieg in die Karl Preuß GmbH, die ihre Märkte als Wez (seit 2019 als Edeka Wez) betreibt. Mit der Übernahme der Wilhelm Klages GmbH & Co., mit Sitz in Lehrte, übernahm die Edeka Minden-Hannover im gleichen Jahr zudem die Supermarktkette V-Markt mit 78 Standorten. Es folgten die Übernahmen von 34 allfrisch/Preisgut-Filialen der AVA AG (1999), 60 Kaiser’s-Filialen von Tengelmann (2000) sowie 32 depot-Filialen der Co op Minden-Stadthagen und aller aktiv discount-Standorte des Unternehmers Siegfried Schausberger (beide 2001). Im Jahr 2002 erfolgte bei Reichelt der Squeeze-out der verbliebenen Aktionäre und die Otto Reichelt AG wurde nach 11 Jahren wieder in eine GmbH umgewandelt. In Polen betrieb man im April 2002 42 Filialen.

### Die heutige Edeka Minden-Hannover (seit 2003)

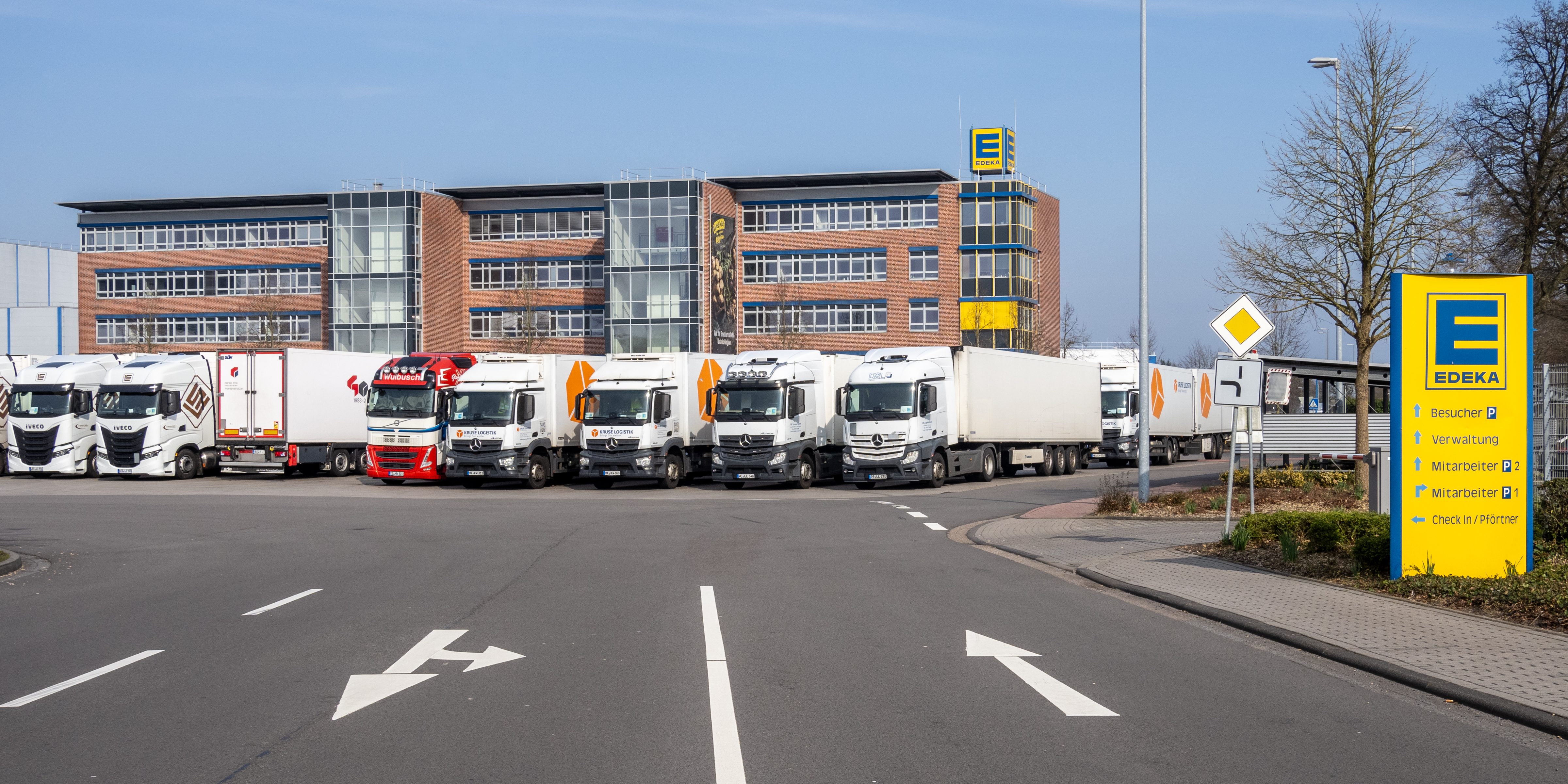
Verwaltungsgebäude des Edeka Logistikzentrums in Wiefelstede.

Im Januar 2003 wurden im Rahmen der Edeka-Strukturreform die Regionalgesellschaften Edeka Minden-Hannover, Edeka Nordwest mit Hauptsitz in Wiefelstede und Edeka Berlin-Brandenburg mit Hauptsitz in Spreeau zu einer neuen Regionalgesellschaft, der Edeka Minden-Hannover zusammengeschlossen. Im gleichen Jahr zog sich die Edeka Minden-Hannover aus Polen zurück. 2005 verschmolzen die Genossenschaften Edeka Berlin-Brandenburg, die beiden in der ehemaligen Regionalgesellschaft Edeka Nordwest organisierten Genossenschaften Edeka Aurich-Oldenburg und Edeka Bremen sowie die Edeka Minden-Hannover auf die Edeka Minden eG. Die Reichelt-Tochter, die Otto Thürmann GmbH wurde ebenfalls 2005 innerhalb der Edeka Minden-Hannover auf die Schäfer’s Brot- und Kuchenspezialitäten GmbH verschmolzen und existiert seither nicht mehr. Im gleichen Jahr wurde die Vertriebslinie V-Markt aufgegeben und auf anderen Edeka-Markttypen umgeflaggt. Mit der bundesweiten Übernahme der deutschen Spar durch die Edeka übernahm auch die Edeka Minden-Hannover im eigenen Absatzgebiet 2006 die Belieferung der Spar-Märkte, es folgten die Aufnahme der rund 300 Spar-Einzelhändler und die Umflaggung der Märkte auf Edeka-Vertriebslinien. Mit den 51 im eigenen Absatzgebiet befindlichen Marktkauf-Häusern der ehemaligen AVA AG folgte nur ein Jahr später die nächste Integration. Dabei liegt mit dem Standort in Osnabrück-Nahne, der 1971 eröffnete, das älteste Marktkauf-Haus im Gebiet der Edeka Minden-Hannover. Ab 2012 wurden die beiden Vertriebsformate Edeka aktiv markt und Edeka neukauf zusammengeführt, die Märkte sukzessive auf Edeka umgeflaggt. Im Herbst 2013 starteten die Bauarbeiten zum neuen Regionallager in Lauenau, das 2014 fertiggestellt wurde. Im Zuge der bundesweiten Übernahme der Kaiser’s Tengelmann-Märkte wurden 2017 61 Kaiser’s-Standorte in Berlin und Brandenburg auf Edeka umgeflaggt, im Januar des gleichen Jahres wurden die Edeka Reichelt-Märkte ebenfalls auf Edeka umgeflaggt. 2018 erfolgte die Übernahme des Hamburger Traditionsunternehmen Hagenah. Im Jahr 2020 startete der Bau der neuen Verwaltungszentrale der Edeka Minden-Hannover am Mittellandkanal in Minden. Dieser Campus genannte Neubau hat eine Größe von 50000 m² auf einem Grundstück von 123000².

## Fusionen
1. 1 2 3 4 5 6 7 8 9 10 11 12 13 14 15 16  Gründungsjahr unbekannt

## Organisationsform

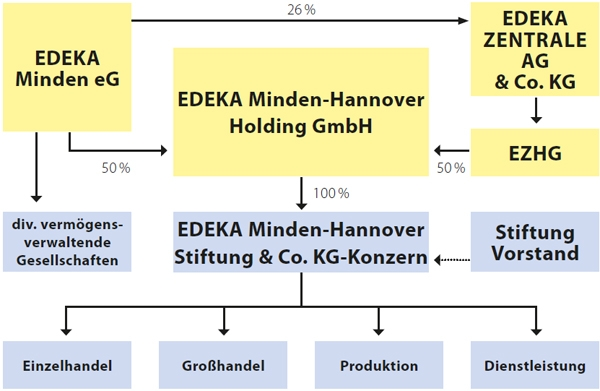
Konzernstruktur der Edeka Minden-Hannover Stiftung & Co. KG im Jahr 2012

Die Edeka Minden-Hannover Stiftung & Co. KG wurde 2009 gegründet und übernimmt die generelle Steuerung und Koordination der gesamten Regionalgesellschaft. Persönlich haftende Gesellschafterin ist die Edeka Minden-Hannover Holding Stiftung mit Sitz in Minden. Das Stiftungskapital beträgt 250.000 Euro.
Zu den operativen Geschäftsfeldern gehören der Einzelhandel, der Großhandel, die Produktion und die Dienstleistung.

### Zustellgroßhandel
Zentraler Bereich der Regionalgesellschaft war der Zustellgroßhandel, der die rund 1500 Einzelhandelsmärkte über acht Lager und vier weitere Verteilzentren mit Ware versorgte. Wie bei vielen anderen Großhandelsbetrieben bot Edeka Minden-Hannover für seine Einzelhandelskunden darüber hinaus auch Servicefunktionen an. Hierzu gehörten Dienstleistungen wie Aufgaben in den Bereichen Personal, Buchhaltung, Immobilien-Service, Marketing, Unternehmenskommunikation, Qualitätsmanagement, Ladenbau und Einrichtungen.

### Mios Großhandel GmbH
Daneben existiert die MIOS Großhandel GmbH als Tochterunternehmen, die sowohl als C+C Abhol- als auch als Zustellgroßhandel im regionalen und nationalen Kontext auftrat. Zu den Kunden zählten Gastronomie-Betriebe, Kantinen und Hotels sowie kleinflächige Einzelhandelskonzepte. 1962 wurde im Rahmen einer Studienreise in die USA das Vertriebsformat des Abholmarktes (auch Cash & Carry genannt) nach Deutschland importiert. Am Standort in Bad Oeynhausen wurden dabei die ersten Umsätze im neuen Vertriebsformat erwirtschaftet. 1971 erfolgte mit dem Zusammenschluss der Edeka Minden-Osnabrück mit der Edeka Hannover und der Edeka Hildesheim-Ahlefeld zu einer früheren Edeka Minden-Hannover die Übernahme zweier Standorte in Hannover und Hildesheim, fortan betrieb Mios sechs C+C-Märkte. Zum Jahreswechsel 1987/1988 übernahm man zudem zwei Betriebe in Celle und Soltau, die zuvor von der Edeka Harz-Heide betrieben wurden, die 1988 mit der Edeka Minden-Hannover fusioniert.
Nach dem Mauerfall und der damit einhergehenden Grenzöffnung erfolgte die Expansion nach Ostdeutschland. Mit der Expansion in den Osten Deutschlands erreichte der Umsatz 1991 erstmals mehr als 500 Millionen Mark, eine Umsatzsteigerung von 43,1 % gegenüber dem Vorjahr. Zum Ende des Jahrzehnts arbeiteten 860 Mitarbeiter für Mios.
Mit dem Zusammenschluss mit der Edeka Nordwest erfolgte 2003 die Übernahme von sieben ZAG C+C-Märkten, bereits im Vorjahr fanden erste Abstimmung eines gemeinsamen Sortiments statt. 2011 flaggten die Märkte unter der im April 2008 bundesweit eingeführten Vertriebslinie EDEKA C+C-Großmarkt, darunter zehn Märkte in Brandenburg und Sachsen-Anhalt. Ebenfalls 2011 erfolgte die Übernahme des Ratio-Großmarktes in Laatzen, der als 27. Markt von Mios betrieben wurde. 2011 erwirtschaftete das Unternehmen 715 Millionen Euro.

### Einzelhandel
Im Geschäftsgebiet liegen nach Unternehmensangaben aus dem Berichtsjahr 2021 insgesamt 1480 Märkte mit einer Verkaufsfläche von 1,97 Mio. Quadratmetern. Insgesamt betreiben dabei 579 selbstständige Kaufleute einen Teil der Märkte, der andere Teil wird von der Edeka Minden-Hannover als sogenannte Regiemärkte betrieben.
Neben der Sparte Lebensmittelgeschäften der verschiedenen Markttypen führt die Edeka Minden-Hannover Bäckereien die der eigenen Tochtergesellschaft Schäfer’s Brot- und Kuchenspezialitäten angegliedert sind. Neben eigenständigen Bäckereien sind die Standorte von Schäfer’s häufig auch in Super- und Verbrauchermärkten sowie SB-Warenhäuser der Edeka Minden-Hannover zu finden. Im Geschäftsjahr 2021 betrieb Schäfer’s insgesamt 750 Standorte.
Ebenso in den Märkten zu finden sind Bedientheken für Fisch der seit Mai 2018 zur Edeka Minden-Hannover gehörenden Tochtergesellschaft Hagenah Frische GmbH, die im Markt als die fischwerker in Erscheinung treten. Laut eigenen Angaben waren die Bedientheke 2021 in 22 Märkten der Edeka Minden-Hannover zu finden.
Darüber hinaus werden über die Tochtergesellschaft BUDNI Minden-Hannover GmbH auch drei Budni-Drogeriemärkte geführt, wovon sich zwei in Berlin und ein weiterer Markt in Potsdam befinden.
Zudem führt die Edeka Minden-Hannover seit Mai 2021 neben den Edeka-Handelsmarken mit EDEKA Heimatliebe eine eigene Handelsmarke, die im Obst-, Gemüse- und Kräutersortiment angesiedelt ist.

#### Strukturzahlen nach Bundesländern
Die Zahlen entstammen dem Geschäftsbericht für das Berichtsjahr 2022:
| Bundesland          | Anzahl Märkte | Anzahl Mitarbeiter | Anzahl selbständige Kaufleute |
| ------------------- | ------------- | ------------------ | ----------------------------- |
| Berlin              | 0224          | 11.349             | 1210                          |
| Brandenburg         | 0159          | 06.000             | 0800                          |
| Bremen              | 033           | 01.513             | 012                           |
| Niedersachsen       | 0674          | 34.313             | 289                           |
| Nordrhein-Westfalen | 097           | 09.547             | 025                           |
| Sachsen-Anhalt      | 0304          | 12.722             | 0940                          |
| Gesamt              | 1.496         | 75.793             | 622                           |

#### Markttypen

##### EDEKA
Als EDEKA flaggen Standorte mit einer durchschnittlichen Verkaufsfläche von 1.100 m².

##### EDEKA Center
Als EDEKA Center der Edeka Minden-Hannover flaggen Märkte mit einer durchschnittlichen Verkaufsfläche von 3.500 m². Neben Lebensmitteln führen die Standorte auch eine begrenzte von haushaltsnahen Non-Food-Artikeln. Insgesamt führen die EDEKA Center in der Region der Minden-Hannover bis zu 60.000 Artikel.

##### ...nah und gut/nah & gut

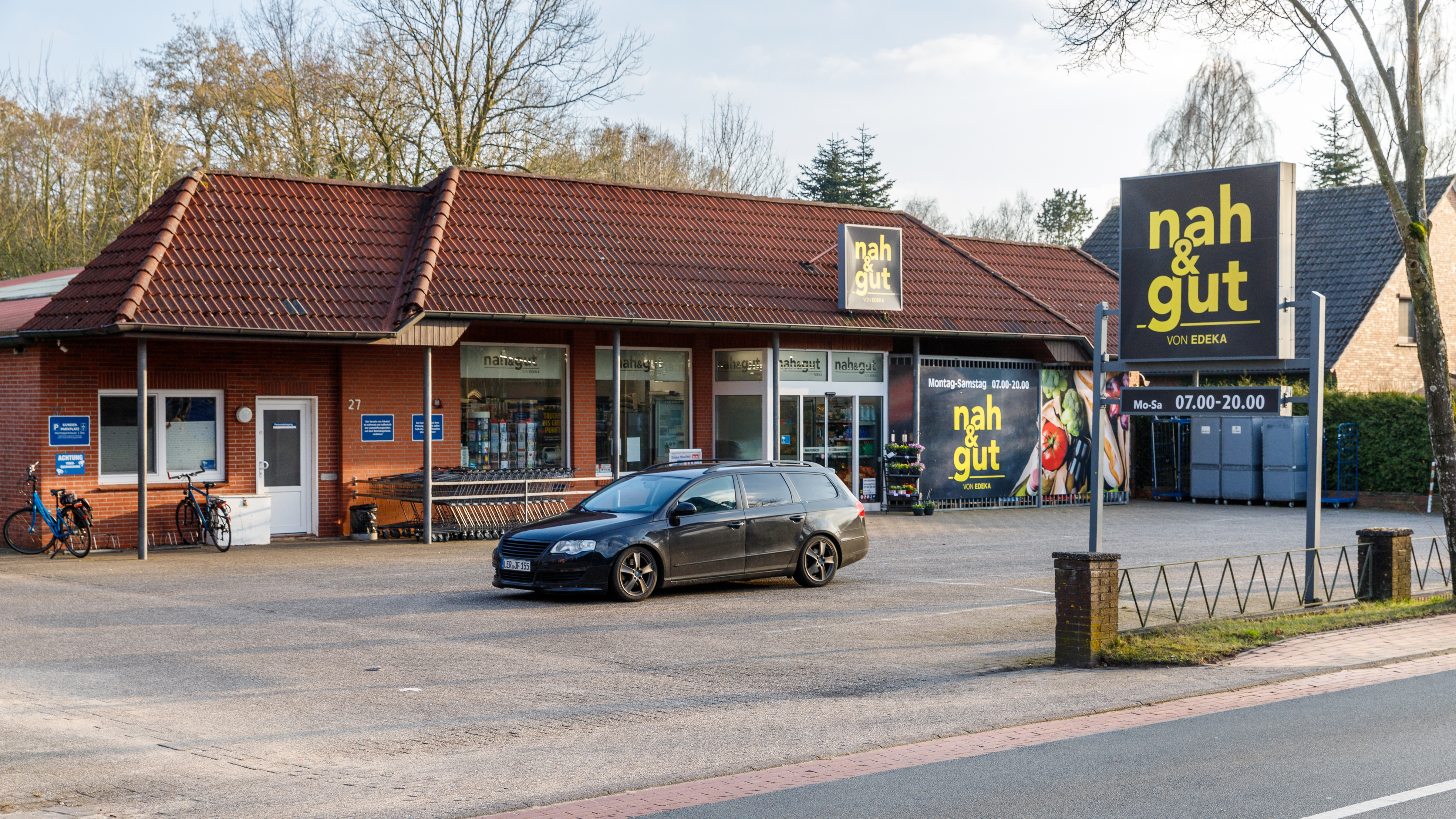
nah & gut in Uplengen-Hollen

Als ...nah und gut flaggen kleinere Standorte der Edeka Minden-Hannover, sogenannte Nahversorger. Im Zuge der Umflaggung der Vertriebslinien NP wird auch das Erscheinungsbild von ...nah und gut angepasst, dabei kommt ein neues Logo und mit nah & gut ein angepasster Name zum Einsatz. Der erste Markt mit dem neuen Erscheinungsbild wurde dabei im April 2021 in Leer eröffnet.

##### Marktkauf

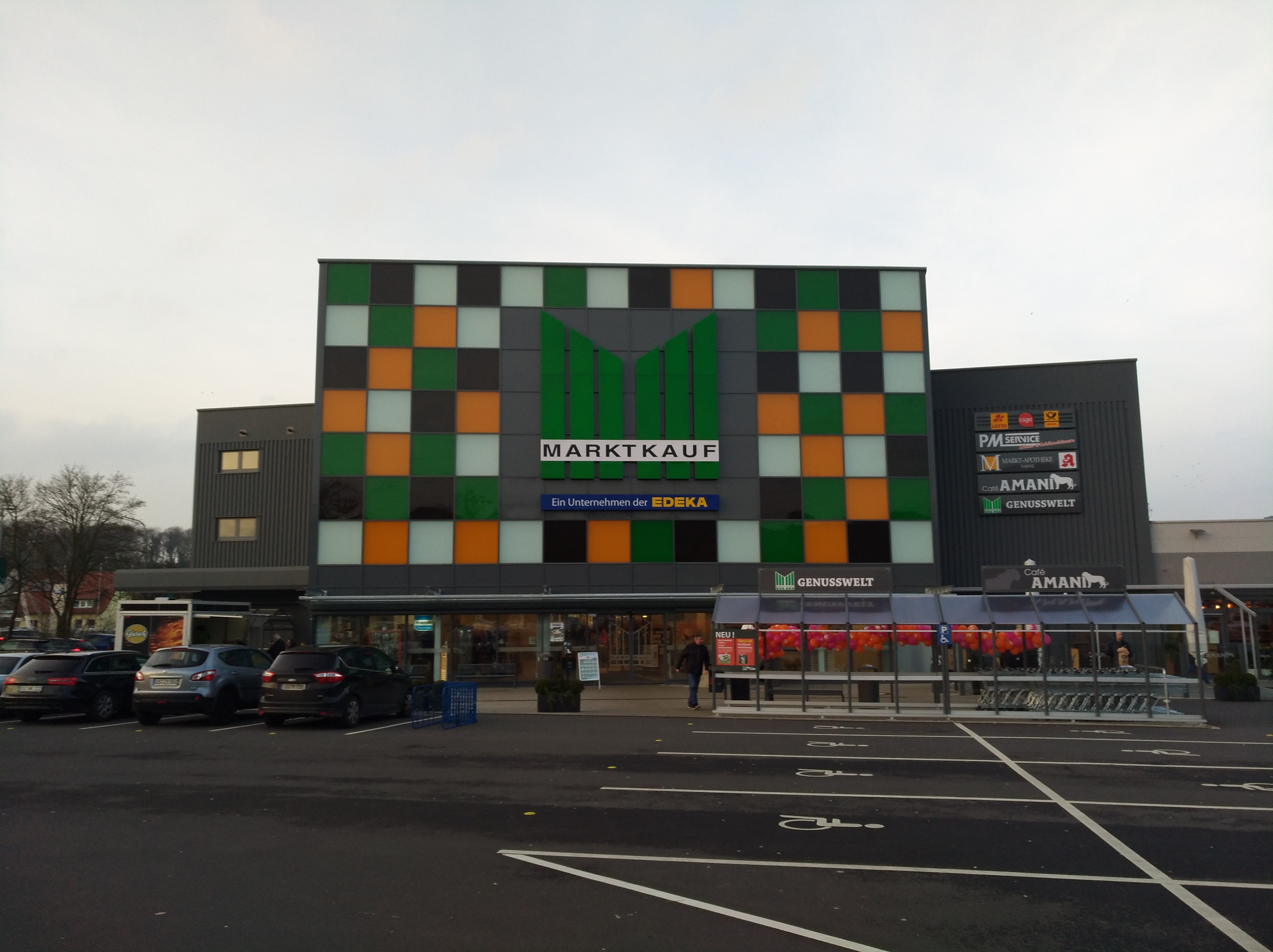
Der bundesweit erste Marktkauf in Osnabrück-Nahne (Eröffnet im Jahr 1971) im Januar 2018

Die SB-Warenhäuser in der Region flaggen als Marktkauf. Marktkauf ist dabei von der Fläche und der Anzahl der Artikel das größte Vertriebsformat, gut 80.000 Artikel werden dabei bei Marktkauf geführt.

##### NP.
Unter der Vertriebslinie NP. führt die Edeka Minden-Hannover seit 1973 einen eigenen Discounter. Als Unterscheidungsmerkmale zum bundesweiten Edeka-Discounter Netto Marken-Discount sind die Führung der Edeka-Handelsmarke Gut & Günstig, die bei Netto Marken-Discount nicht erhältlich ist, sowie bis zum 31. Januar 2021 die eigene Kundenkarte hervorzuheben. Die Kundenkarte wurde am 1. Februar 2021 durch die DeutschlandCard ersetzt, die auch bei Netto Marken-Discount und Edeka zum Einsatz kommt. Bis 2026 werden die bestehenden NP-Märkte auf Edeka oder nah & gut umgeflaggt, die Vertriebslinie damit vollständig aufgelöst.

##### Weitere
Eigenständige Kaufleute führen darüber hinaus Märkte, die nicht als Edeka-Markt flaggen. Ein Beispiel waren die Wez-Märkte des Kaufmanns Karl Preuß, die seit 2019 jedoch als EDEKA WEZ flaggen.

##### Logos

Logo von EDEKA
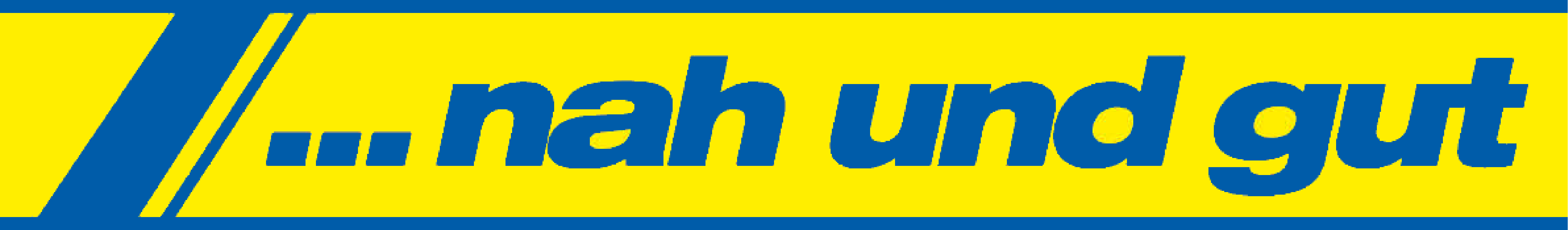
Bisheriges Logo von ...nah und gut
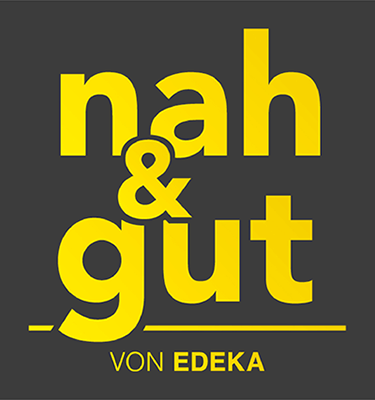
Logo von nah & gut, das den bisherigen Schriftzug sukzessive ablöst
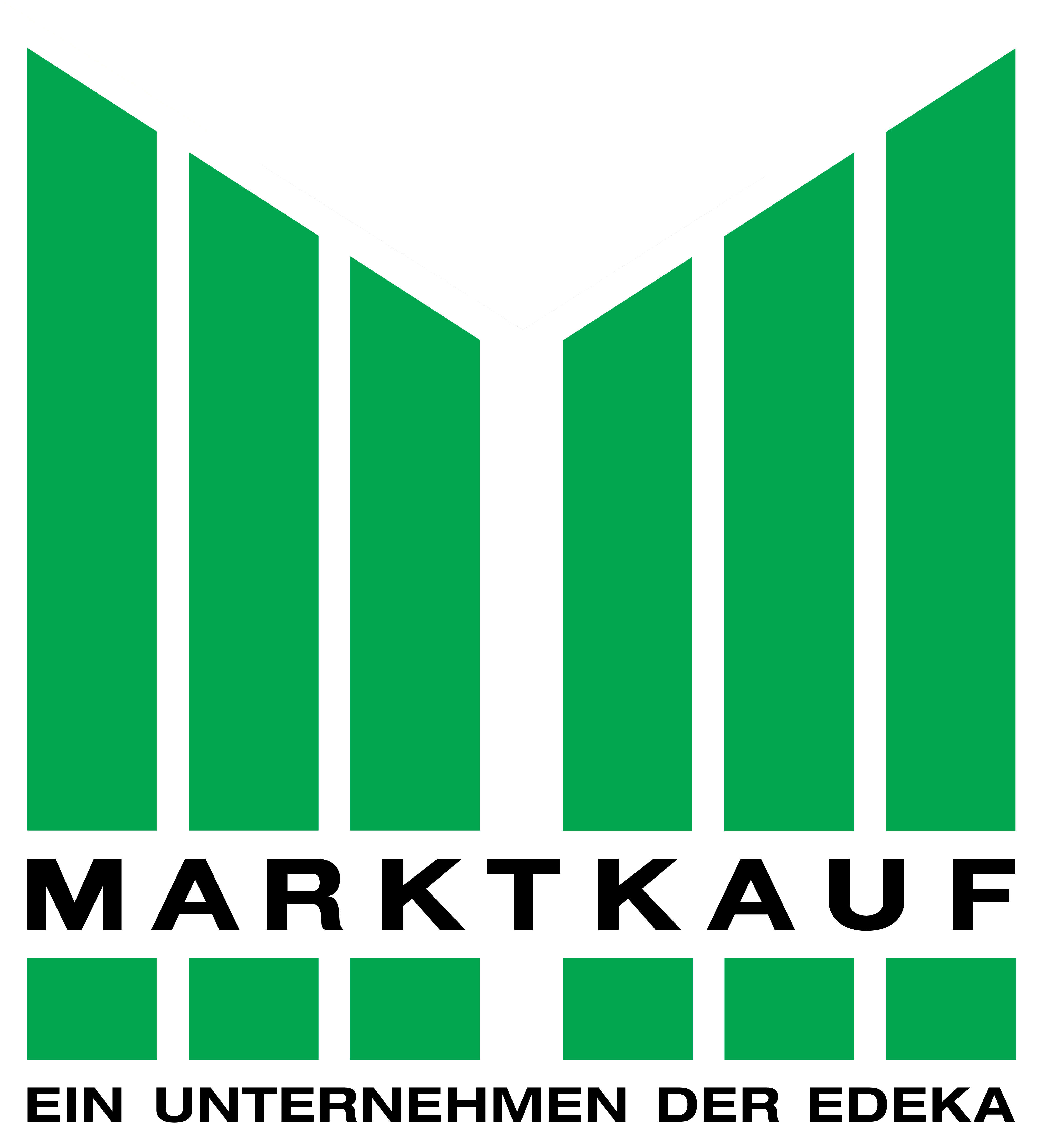
Logo von MARKTKAUF – mit Zusatz Ein Unternehmen der EDEKA, wie das Logo im Gebiet der Edeka Minden-Hannover zum Einsatz kommt.
Logo von NP.

#### Ehemalige Markttypen

##### Aktiv Discount

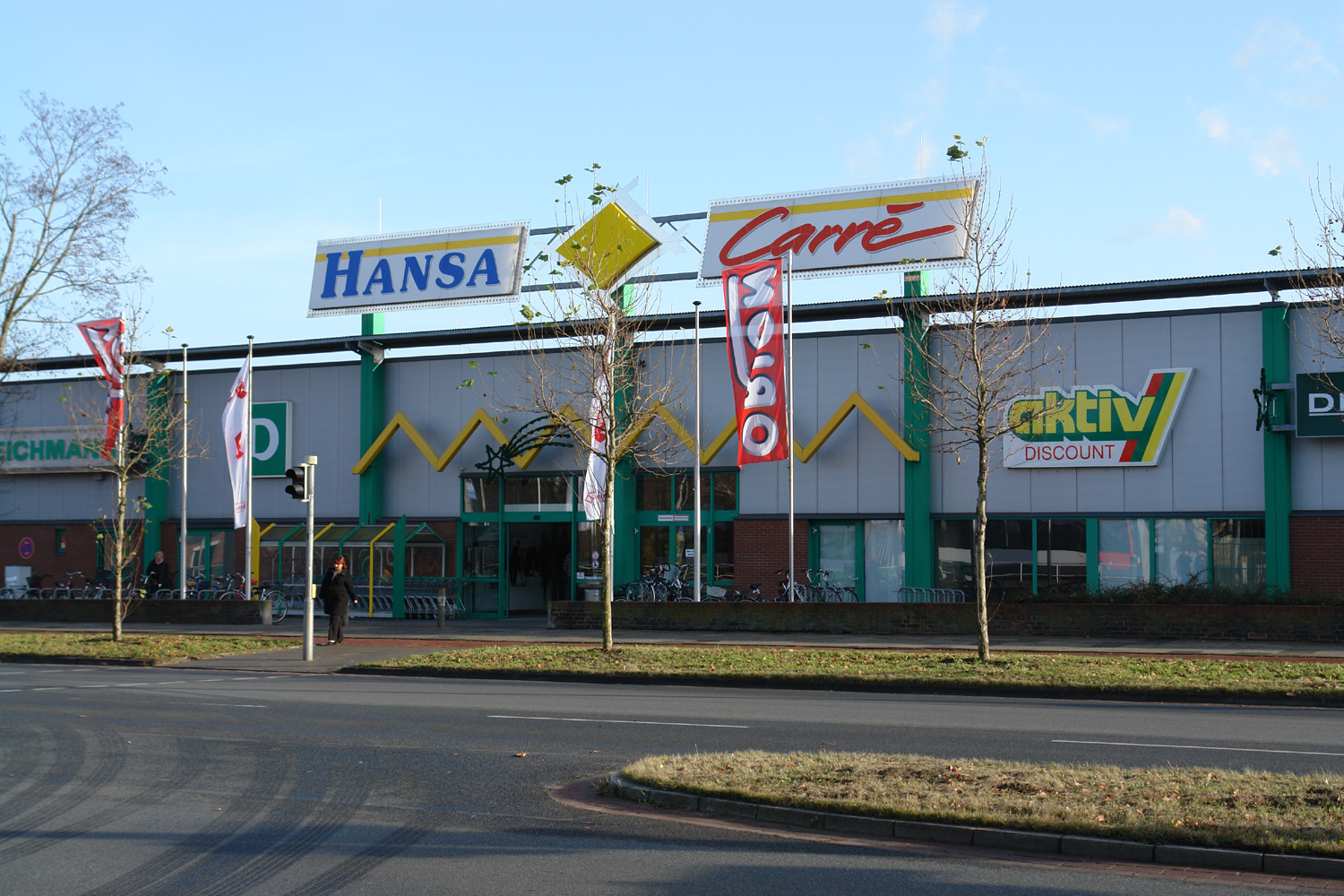
Das Hansa-Carré mit aktiv Discount-Filiale in Bremen, im November 2011

Bereits seit 1975 bestanden unter dem Namen Aktiv Discount (Eigenschreibweise: aktiv DISCOUNT, zuletzt aktiv Discount), die sich in Bremen und Umland befanden. Die ursprünglich von Siegfried Schausberger in Grasberg gegründete Kette wurde im April 2001 an die Edeka Minden-Hannover verkauft. Im Jahr 2005 betrieb man 14 Märkte in der Region, mit einer Gesamtverkaufsfläche von gut 29.000 m². Der Umsatz belief sich im gleichen Zeitraum auf 130 Millionen Euro. 2008 war Aktiv Discount mit 16 Märkten vertreten, der Umsatz belief sich (bei einer Gesamtverkaufsfläche von 36.400 m²) auf 178 Millionen Euro. Zwei Jahre später waren zwei weitere Filialen hinzugekommen, es konnte ein Umsatz von 205 Millionen Euro verbucht werden. Zunächst blieb der Markenauftritt bestehen, ab 2011 wurden die Märkte sukzessive auf Edeka Aktiv Discount umgestellt, ehe ab Dezember 2013 die Umflaggung auf andere Vertriebslinien erfolgte. Im Zuge der Umflaggung ab Dezember 2013 wurden die Märkte an private Kaufleute abgegeben.

##### Reichelt

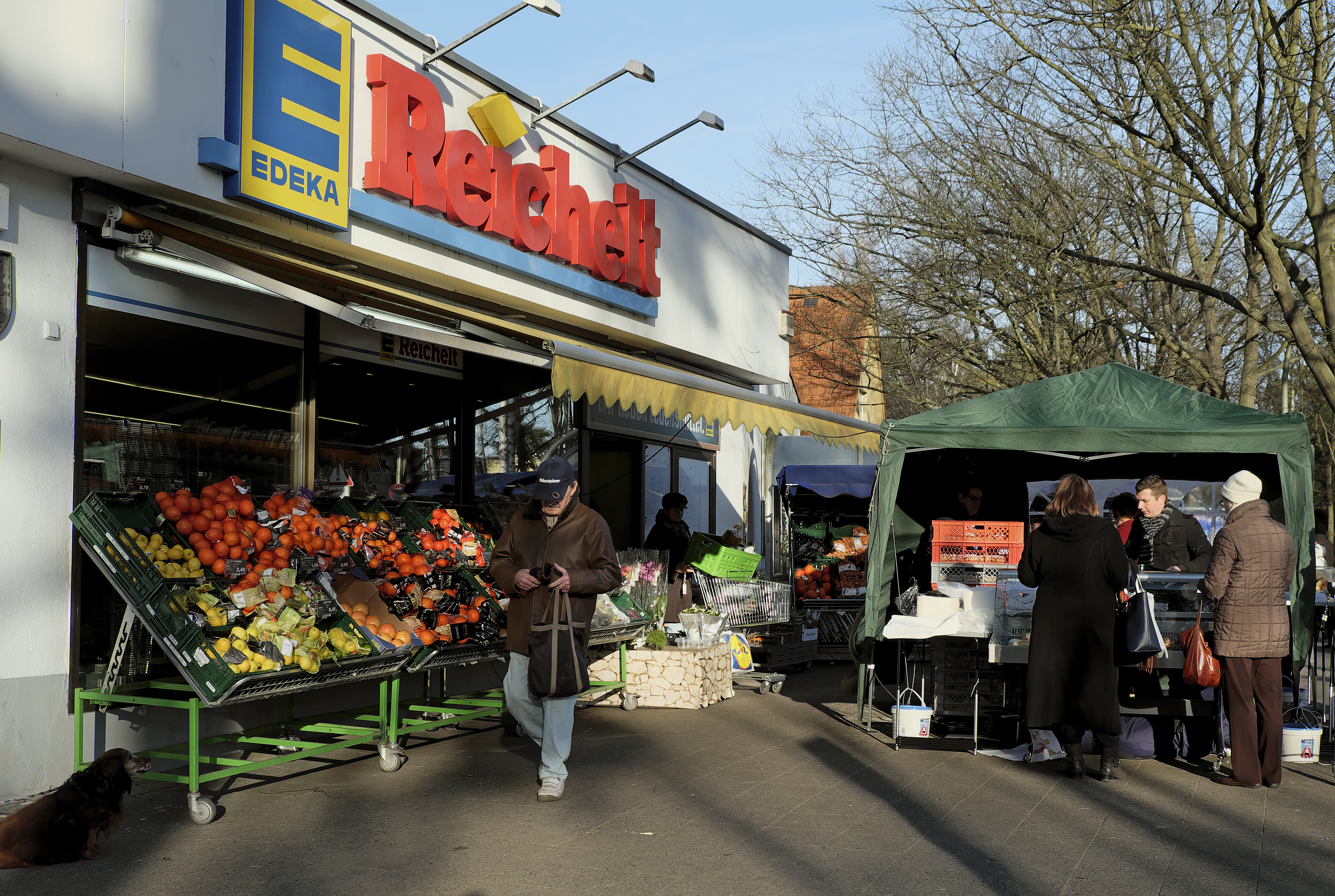
Ein EDEKA Reichelt in Berlin, 2015

Über die Tochtergesellschaft Otto Reichelt GmbH betrieb die Edeka Minden-Hannover vor allem in Berlin und im angrenzenden Umland Märkte unter dem Namen Edeka Reichelt, die bis Sommer 2005 als Reichelt flaggten. Bereits seit 1995 hielt die Edeka Minden-Hannover 60 % der Anteile an der damals noch als AG geführten Gesellschaft, 2002 folgte der Squeeze-Out der verbliebenen Aktionäre und die Aktiengesellschaft wurde nach 11 Jahren wieder in eine GmbH umgewandelt. Ende Dezember 2016 wurde bekannt, dass der Name Reichelt für die Filialen aufgegeben werden soll und geplant war, die Märkte bis Anfang Februar 2017 in Edeka-Standorte umzuflaggen. Zum 29. Januar 2017 erfolgte die Umbenennung, alle Reichelt-Märkte präsentieren sich seither als Edeka-Märkte.

##### V-Markt
Über die Tochtergesellschaft V-Markt Wilhelm Klages GmbH & Co. KG betrieb die Edeka Minden-Hannover um die 80 Super- und Verbrauchermärkte unter dem Namen V-Markt (Eigenschreibweise: V MARKT), die hauptsächlich in Niedersachsen angesiedelt waren. Grundstein des Unternehmens war die Eröffnung eines Kolonialwarengeschäfts in Lehrte im Jahr 1894 durch Wilhelm Klages. Die Märkte waren dabei zum 1. Januar 1998 von der Wilhelm Klages GmbH & Co., mit Hauptsitz in Lehrte komplett übernommen worden. Bereits seit 1989 war die Edeka Minden-Hannover zunächst mit 12,5 %, später mit 25 % an der Wilhelm Klages GmbH & Co. beteiligt. Im Juli 2005 wurde bekannt, dass die Edeka Minden-Hannover die V-Märkte auf andere Vertriebslinien umflaggen wird. Von den zuletzt 74 betriebenen Filialen, die zusammen einen Umsatz von 370 Millionen Euro erwirtschafteten, sollten 10 Filialen an die Edeka Rhein-Ruhr abgegeben werden. Ende 2005 wurden im Absatzgebiet noch 48 Märkte mit einer Gesamtverkaufsfläche von 66.000 m² und einem Umsatzvolumen von 255 Millionen Euro betrieben. Laut Angaben der Edeka Minden-Hannover wurden zu diesem Zeitpunkt 18 Filialen bereits umgeflaggt. Die Umflaggungen sollten bis 2007 abgeschlossen sein. Rechtlich verschmolz die V-Markt Wilhelm Klages GmbH & Co. KG zum 31. Dezember 2005 auf die EDEKA Minden-Hannover Holding GmbH.

##### Logos

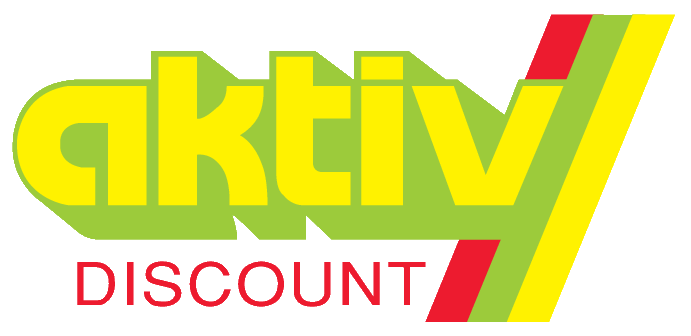
Ehemaliges Logo von aktiv Discount
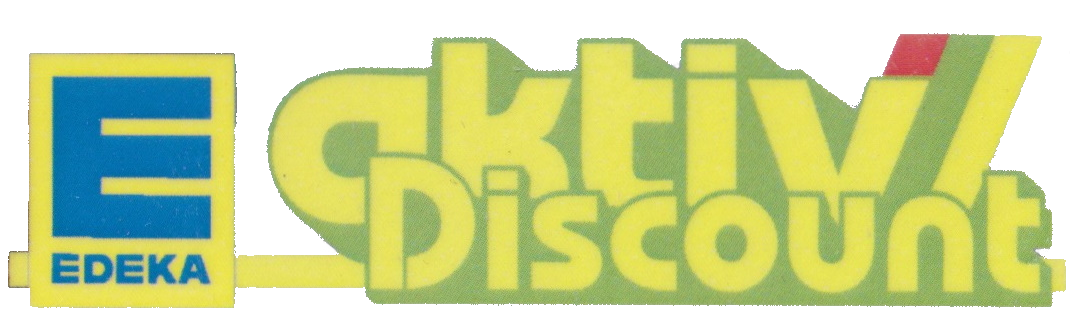
Ehemaliges Logo von EDEKA aktiv Discount
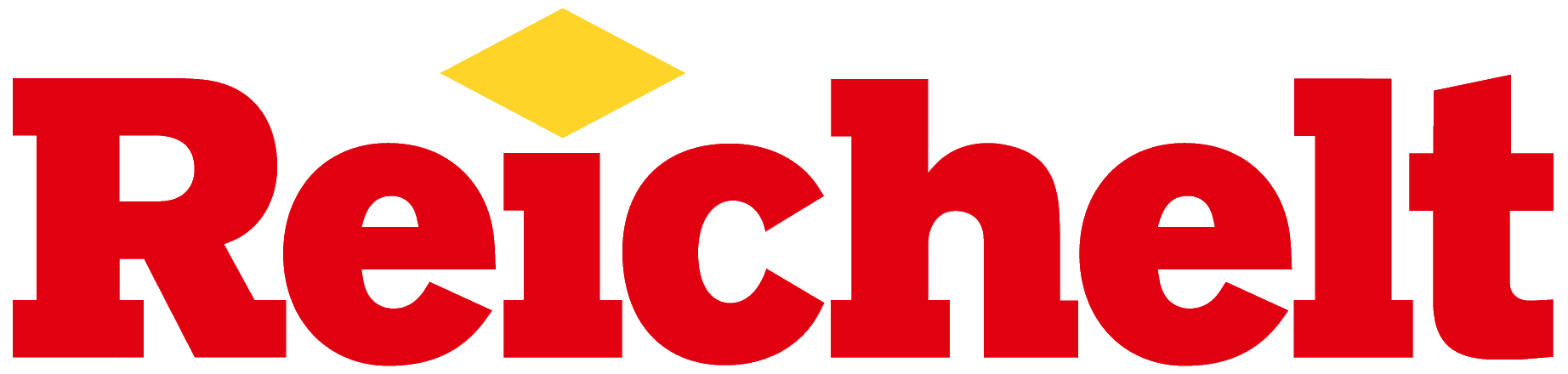
Ehemaliges Reichelt-Logo (bis ca. 2005)
Ehemaliges Logo von EDEKA Reichelt (bis 2017)
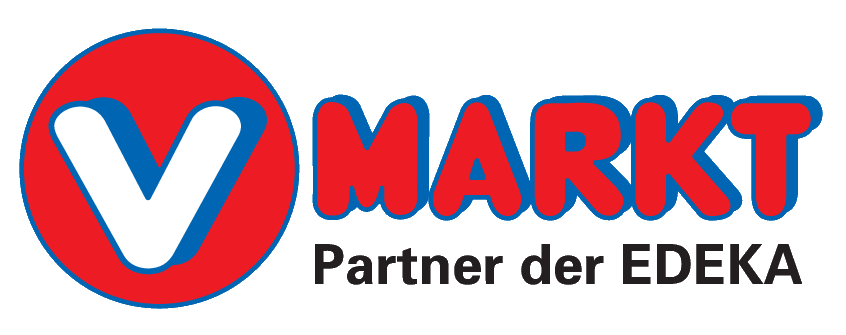
Ehemaliges Logo von V-Markt

### Produktions- und sonstige Dienstleistungsbetriebe
Dazu zählen die Fleischverarbeitungsbetriebe Bauerngut Fleisch- und Wurstwaren GmbH, der Fischverarbeitungsbetrieb Hagenah Frische GmbH sowie die Bäckerei Schäfer’s Brot- und Kuchenspezialitäten. Ehemalige Betriebe waren das inzwischen geschlossene Fleischwerk Bäkehof, eine Tochtergesellschaft von Bauerngut sowie die Bäckerei Thürmann, die inzwischen komplett in Schäfer’s aufgegangen ist.